# Юта Джаз
Юта Джаз е професионален баскетболен отбор от Солт Лейк Сити, САЩ. Състезава се в НБА в Северозападната дивизия на Западната Конференция.

## История
Отборът е създаден през 1974 година в Ню Орлиънс под името New Orleans Jazz, но през 1979 отборът се мести в Солт Лейк Сити, Юта и от там взима името си Utah Jazz. Две поредни години печели Западната Конференция през 1997 и 1998, но и в двата случая губи финала от Чикаго Булс.

## Успехи
- Шампиони на Северозападната дивизия – 10 пъти (1984, 1989, 1992, 1997, 1998, 2000, 2007, 2008, 2017, 2021, 2022)
- Шампиони на Западната Конференция – 2 пъти (1997, 1998)